# Stos (informatyka)

Idea stosu

Stos (ang. Stack) – liniowa struktura danych, w której dane dokładane są na wierzch stosu i z wierzchołka stosu są pobierane (bufor typu LIFO, Last In, First Out; ostatni na wejściu, pierwszy na wyjściu). Ideę stosu danych można zilustrować jako stos położonych jedna na drugiej książek – nowy egzemplarz kładzie się na wierzch stosu i z wierzchu stosu zdejmuje się kolejne egzemplarze. Elementy stosu poniżej wierzchołka można wyłącznie obejrzeć, aby je ściągnąć, trzeba najpierw po kolei ściągnąć to, co jest nad nimi.
Stos jest używany w systemach komputerowych na wszystkich poziomach funkcjonowania systemów informatycznych. Stosowany jest przez procesory do chwilowego zapamiętywania rejestrów procesora, do przechowywania zmiennych lokalnych, a także w programowaniu wysokopoziomowym.
Przeciwieństwem stosu jest kolejka, bufor typu FIFO (ang. First In, First Out; pierwszy na wejściu, pierwszy na wyjściu), w którym dane obsługiwane są w takiej kolejności, w jakiej zostały dostarczone (jak w kolejce do kasy).

## Historia
Stos został wymyślony i opracowany przez niemieckiego naukowca informatyka Friedricha L. Bauera w 1955 roku, a opatentowany w 1957. Za ten wynalazek Friedrich L. Bauer dostał w 1988 roku od IEEE nagrodę Computer Society Pioneer Award.

## Podstawowe operacje
W powyższym opisie pojawiły się pewne operacje, jakie można wykonywać na stosie. Oto ich formalny zapis:
- push(obiekt) – czyli odłożenie obiektu na stos;
- pop() – ściągnięcie obiektu ze stosu i zwrócenie jego wartości;
- isEmpty() – sprawdzenie czy na stosie znajdują się już jakieś obiekty.

## Implementacja
Strukturami danych służącymi do reprezentacji stosu mogą być tablice (gdy znamy maksymalny rozmiar stosu), tablice dynamiczne lub listy. Złożoność obliczeniowa operacji na stosie zależy od konkretnej implementacji, ale w większości przypadków jest to czas stały O(1).

### Tablica statyczna
```
class
 
Stos
<
E
>
 
{

     
Object
[]
 
tablica
;
   
//tablica elementow stosu

     
licznik
 
=
 
0
;

     
public
 
Stos
(
int
 
rozmiar
)
 
{

         
this
.
tablica
  
=
 
new
 
Object
[
rozmiar
]
;
 
// tworzenie tablicy na elementy

     
}

     
public
 
void
 
poloz
(
E
 
wartosc
)
 
{

         
this
.
tablica
[
licznik
]
 
=
 
wartosc
;

         
this
.
licznik
 
=
 
this
.
licznik
 
+
 
1
;

     
};

     
public
 
E
 
sciagnij
()
 
{

         
this
.
licznik
 
=
 
this
.
licznik
 
-
 
1
;

         
return
 
(
E
)
 
this
.
tablica
[
this
.
licznik
]
;

    
};

 
};

```

### Lista
```
Class Element_stosu
    poprzednik       // Wskaźnik na poprzedni element stosu
    wartosc          // Wartość przechowywana w danym elemencie stosu

Class Stos
    Top = NULL       // Wierzchołek stosu

    Push(Wartosc)    // dodanie elementu
       nowy = new element stosu
       nowy.wartosc = Wartosc
       nowy.poprzednik = Top
       Top = nowy
    Pop()            // ściągnięcie elementu
       wartosc = Top.wartosc
       pomocnik = Top
       Top = Top.poprzednik
       usun(pomocnik) // usunięcie ściągniętego wierzchołka
       return wartosc

```

## Przykład – stos i odwrotna notacja polska
Stos znajduje zastosowanie przy obliczaniu wyrażeń zapisanych za pomocą odwrotnej notacji polskiej (RPN). Algorytm wygląda następująco:
- Wyzeruj stos.
- Dla wszystkich symboli z wyrażenia RPN wykonuj:
  - jeśli i-ty symbol jest liczbą, to odłóż go na stos,
  - jeśli i-ty symbol jest operatorem to:
    - zdejmij ze stosu jeden element (ozn. a),
    - zdejmij ze stosu kolejny element (ozn. b),
    - odłóż na stos wartość b operator a.
- Zdejmij ze stosu wynik.

Jest wykorzystywany między innymi przez język Forth.
W języku JavaScript można używać tablic jak stosu, dzięki metodom tablic push oraz pop.

## Stos procesora
Jedną z implementacji stosu jako struktury danych jest obszar w pamięci wydzielony dla danego wątku, służący do przechowywania adresów powrotu i zmiennych lokalnych. Wielkość stosu jest stała w czasie wykonywania programu, ustalana w czasie kompilacji, stąd zdarza się, że program chce zapisać w nim więcej niż przewidziano. Mówimy wówczas o przepełnieniu stosu.

### Obsługa stosu przez procesory x86
Obsługa stosu jest zapewniana przez procesor. Jego umiejscowienie i rozmiar są określone przez wartości dwóch rejestrów:
- SS – rejestr segmentowy, wskazujący na początek stosu, czyli krańcową wartość, jaką może przyjąć ESP.
- ESP (SP w architekturze 16-bitowej) – rejestr wskazujący na element znajdujący się na szczycie stosu.

Do obsługi stosu natomiast służą instrukcje:

#### push
Powoduje umieszczenie wartości na szczycie stosu. Odpowiada on przesunięciu rejestru ESP o odpowiednią ilość bajtów (w zależności od rozmiaru rejestru, którego wartość przenosimy na stos) w tył i zapisanie w tym miejscu żądanej wartości.

#### pop
Powoduje zdjęcie wartości ze stosu. Odpowiada on zapisaniu odpowiedniej ilości bajtów (zależącej od rozmiaru rejestru, do którego przenosimy wartość) w rejestrze i przesunięciu ESP o tyleż bajtów do przodu.

#### Instrukcje używające stosu
Instrukcje wywołania procedury call, przerwań programowych Int oraz sprzętowych odkładają na stosie adres do którego procesor ma powrócić po wykonaniu procedury. Dane te zdejmuje ze stosu instrukcją powrotu z procedury ret.